# Gare de Richmond (Québec)
Pour les articles homonymes, voir Gare de Richmond.
La gare de Richmond est une ancienne gare ferroviaire située à Richmond au Québec Canada. Le bâtiment voyageurs, située sur la rue Principale Nord, a été construite en 1910 par le chemin de fer du Grand Tronc reliant Richmond avec Montréal et Portland (Maine). Le village se développa surtout après l'arrivée du Chemin de fer Saint-Laurent & Atlantique vers la fin de 1840. Le chemin de fer ouvrit le village aux affaires et aux commerces entre Portland et Montréal. Richmond était le lieu où l'on changeait de locomotive et de personnel. 
La gare de Richmond a été transformée en restaurant durant l'été 1999. Les matériaux d'origine dont le bois de sapin et la brique fut conservés.

## Histoire

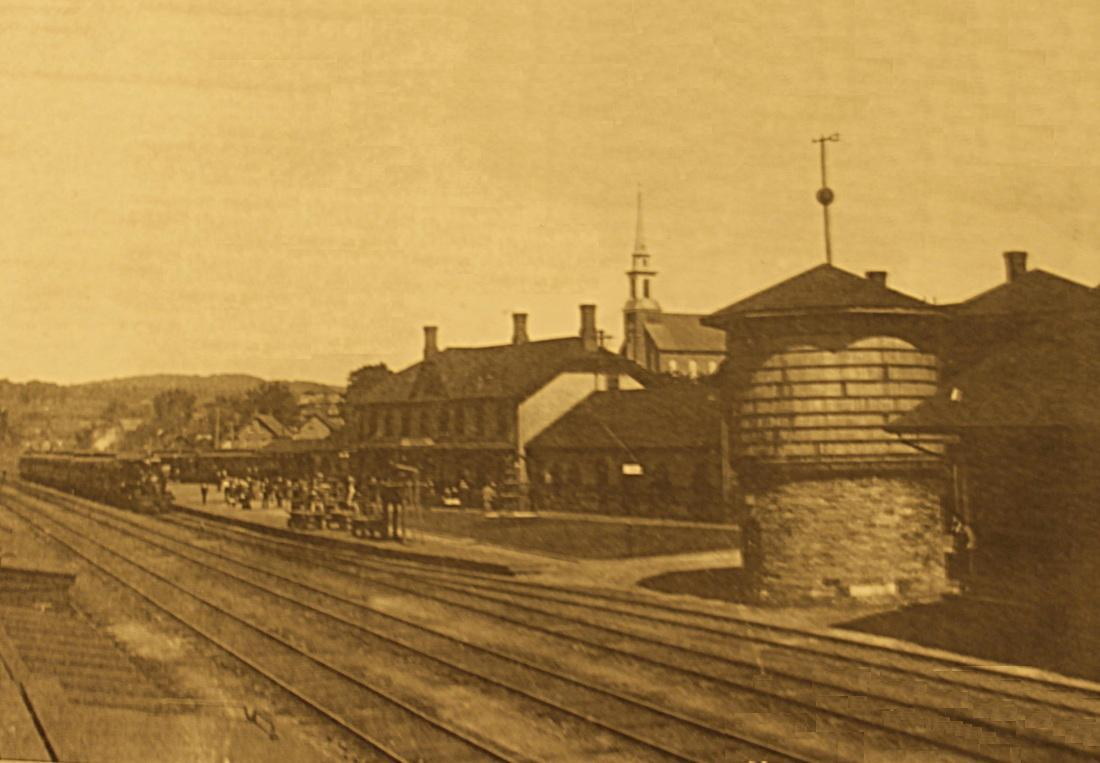
Station du Grand Tronc en 1912

## Patrimoine ferroviaire

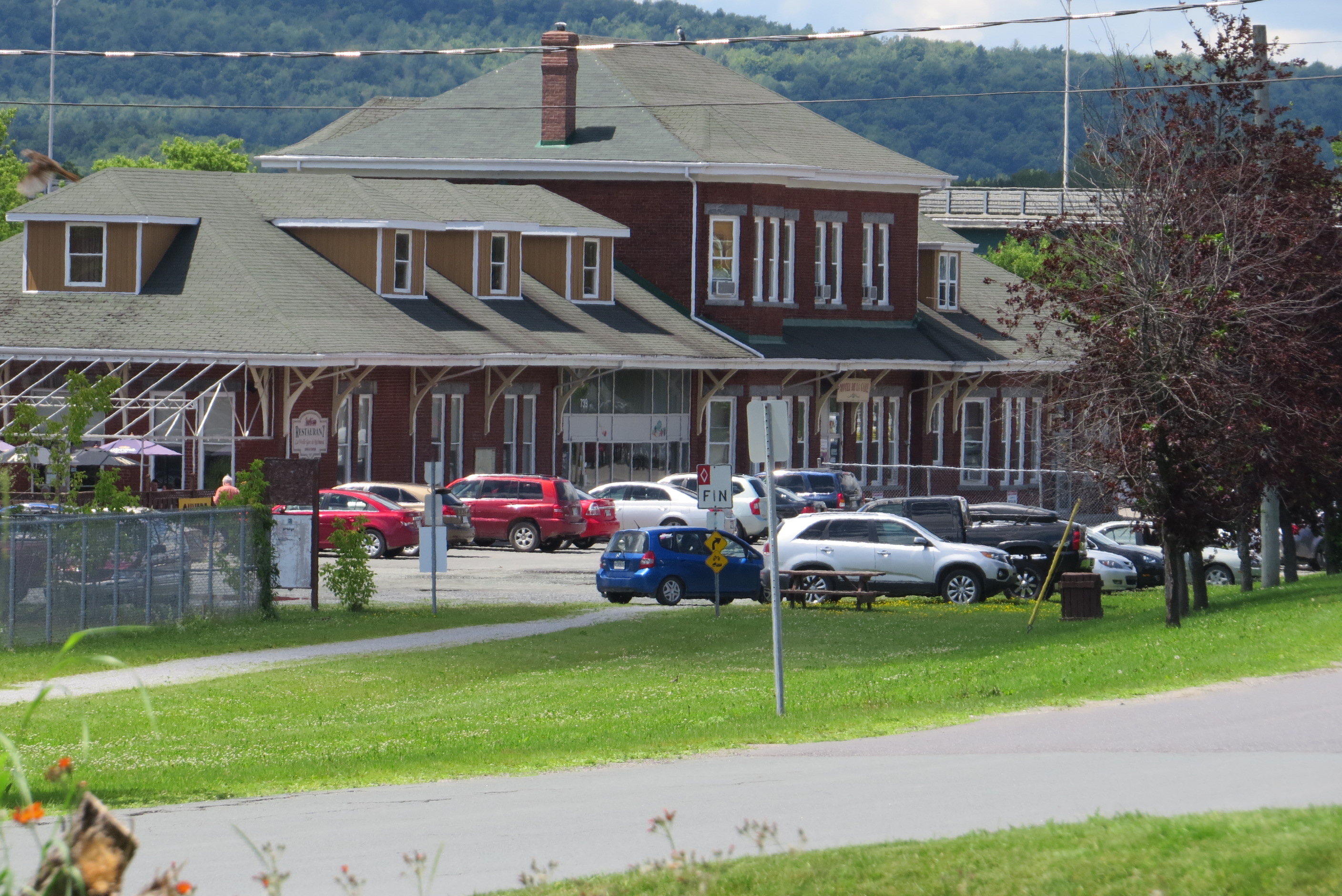
L'ancien bâtiment voyageurs de la gare en 2013.

La gare de Richmond a été désignée comme gare ferroviaire patrimoniale le 1er septembre 1991 par la commission des lieux et des monuments historiques du Canada.